# Haaz Sleiman
Haaz Sleiman (in arabo: هاز سليمان; Beirut, 24 maggio 1979) è un attore libanese naturalizzato statunitense.

## Carriera
Uno dei primi ruoli di Sleiman è stato nella commedia gay afro-americana The Ski Trip, nel 2004. Ha recitato la parte dell'immigrato siriano Tarek nel film indipendente del 2007 L'ospite inatteso, un dramma diretto da Thomas McCarthy e candidato ad uno Screen Actors Guild Award e ad un Oscar. Per questa sua interpretazione Sleiman è stato candidato nel 2009 ad un Independent Spirit Award come miglior attore non protagonista. Ha anche avuto un ruolo minore nei film American Dreamz del 2006 e AmericanEast del 2007.
Sleiman è apparso in alcuni episodi delle serie televisive statunitensi E.R., nel ruolo di un soldato americano in Iraq, 24, nei panni di un sospetto terrorista, Veronica Mars, Nikita e CSI: Miami.
Nel 2009 ha fatto parte del cast principale della prima stagione di Nurse Jackie - Terapia d'urto, serie televisiva di Showtime nella quale ha interpretato l'infermiere omosessuale Mohammed "Mo-Mo" De La Cruz.
Nel 2011 Sleiman ha recitato nel ruolo di Omar, un attivista palestinese, nella miniserie televisiva di Channel 4 The Promise.
Nel 2014, ha interpretato la parte di Gesù nel film TV Killing Jesus, prodotto da National Geographic e tratto dal libro bestseller omonimo, scritto dal giornalista statunitense Bill O' Reilly e Martin du Gard.
Nel 2016 ha recitato nel film newyorkese a tematica gay Those People di Joey Kuhn. 

## Filmografia

### Cinema
- The Ski Trip, regia di Maurice Jamal (2004)
- American Dreamz, regia di Paul Weitz (2006)
- L'ospite inatteso (The Visitor), regia di Thomas McCarthy (2007)
- Futbaal: The Price of Dreams, regia di Erik Laibe (2007)
- AmericanEast, regia di Hesham Issawi (2008)
- Dorfman, regia di Brad Leong (2011)
- Those People, regia di Joey Kuhn (2015)
- 3022, regia di John Suits (2019)
- Eternals, regia di Chloé Zhao (2021)

### Televisione
- Company Town, regia di Thomas Carter – film TV (2006)
- E.R. - Medici in prima linea (ER) – serie TV, episodio 12x21 (2006)
- 24 – serie TV, episodi 6x04-6x05-6x06 (2007)
- NCIS - Unità anticrimine (NCIS) – serie TV, episodio 4x19 (2007)
- Veronica Mars – serie TV, episodio 3x16 (2007)
- Nurse Jackie - Terapia d'urto (Nurse Jackie) – serie TV, 12 episodi (2009)
- The Promise – miniserie TV, 4 puntate (2010-2011)
- Nikita – serie TV, episodi 1x09-1x17 (2010-2011)
- Meet Jane, regia di Jeffrey Nachmanoff – film TV (2011)
- CSI: Miami – serie TV, episodio 9x22 (2011)
- Ricochet - La maschera della vendetta (Ricochet), regia di Nick Gomez – film TV (2011)
- Covert affairs (serie televisiva 2012-2014) (Covert affairs), 4 episodi (2012-2014)
- Killing Jesus, regia di Christopher Menaul – film TV (2015)
- Of Kings and Prophets – serie TV, 9 episodi (2016)
- ISIS - Le reclute del male – serie TV, 3 episodi (2017)
- Jack Ryan – serie TV, 6 episodi (2018)

## Doppiatori italiani
Nelle versioni in italiano delle opere in cui ha recitato, Haaz Sleiman è stato doppiato da:
- Alberto Bognanni in 24
- Enrico Di Troia in American Dreamz
- Roberto Gammino ne L'ospite inatteso
- Roberto Certomà in NCIS - Unità anticrimine
- Luigi Ferraro in CSI: Miami
- Federico Di Pofi in Ricochet - La maschera della vendetta
- Carlo Petruccetti in Jack Ryan
- Luca Ghignone in 3022
- Stefano Crescentini in Eternals